# Архиепархия Катании
Архиепархия Катании (лат. Archidioecesis Catanensis, итал. Arcidiocesi di Catania) — архиепархия-митрополия Римско-католической церкви, входящая в церковную область Сицилии. В настоящее время епархией управляет архиепископ-митрополит Сальваторе Гристина. Викарный епископ — Агатино Карузо. Почетный епископ — Луиджи Боммарито.
Клир епархии включает 400 священника (259 епархиального и 141 монашествующих священников), 34 диакона, 176 монахов, 991 монахиню.
Адрес епархии: Via Vittorio Emanuele, 159. 95131 Catania.
Патронессой архиепархии Катании является Святая Агата (Агафия).

## Территория
В юрисдикцию епархии входят 155 приходов в 26 коммуннах Сицилии: все в провинции Катании — Адрано, Бельпассо, Бьянкавилла, Бронте, Кампоротондо-Этнео, Катания, Гравина-ди-Катанья, Малетто, Маньяче, Маскалуча, Мистербьянко, Мотта-Сант'Анастазия, Николози, Патерно, Педара, Рагальна, Сан-Джованни-ла-Пунта, Сан-Грегорио-ди-Катания, Сан-Пьетро-Кларенца, Сант'Агата-ли-Баттиати, Санта-Мария-ди-Ликодия, Трекастаньи, Треместьери-Этнео, Виагранде, Дзафферана-Этнея и Бонджардо, район Санта-Венерины.
Кафедра архиепископа-митрополита находится в городе Катания в Соборе Святой Агаты.
В состав митрополии (церковной провинции) Катании входят:
- Архиепархия Катании;
  - Епархия Ачиреале;
  - Епархия Кальтаджироне.

### Святыни
Среди святынь епархии особое место занимают темница Святой Агаты в городе Катания, Базилика Мария Сантиссима делль Элемозина, покровительницы народа Этны, в Бьянкавилла, Церковь Мадонна делла Шьяра в Момпильери, Церковь Святых Альфия, Кирина и Филадельфа в Трекастаньи.
Другими санктуариями в архиепархии Катании являются:
- Санктуарий Святого Францисска Ассизского Непорочного[итал.](Катания);
- Санктуарий Мадонны делль Аюто (Катания);
- Санктуарий Мадонны ди Оньина (Катания);
- Санктуарий Богоматери Страждущих (Мистербьянко);
- Санктуарий Богоматери Помощницы христиан (Адрано);
- Санктуарий Благовещения Пресвятой ДевыМарии (Бронте), (Педара);
- Санктуарий Мадонны делла Консолационе (Маскалуча), (Патерно);
- Санктуарий Богоматери Скорбящей (Маскалучо);
- Санктуарий Мадонны делла Равануза (Сан-Джованни-Ла-Пунта).

## История
Кафедра Катании была основана по преданию в 42 году с прибытием епископа Святого Берилло в столицу Этны. Это одна из древнейших епархий Сицилии.
До 1092 года сохранились фрагментарные сведения об епархии Катании. В общих чертах известны истории епископа Святого Берилло и Святого Эуплио, диакона IV века. Сохранилось житие и свидетельства мученичества Святой Агаты, патронессы города, замученной 5 февраля 251 года. Известно также, что епископ Теодоро был участником Второго Никейского Собора.
9 марта 1092 года Руджеро I Сицилийский и Папа Урбан II восстановили епархию. Первым епископом был Анджерио. В то же время было завершено строительство собора Святой Агаты, в котором были положены мощи святой девы и мученицы.
Землетрясение 1169 года привело к гибели 15 000 человек, в том числе епископа Джованни Айелло, который находился в соборе.
4 февраля 1183 года Папа Луций III предоставил епархии Катании статус церковной провинции в архиепархии Монреале, который подтвердил Папа Климент III 29 октября 1188 года.
В 1582 году епископ Просперо Ребиба открыл в Катании первую епархиальную семинарию на Сицилии.
После землетрясения 1693 года весь город был восстановлен, в чём большую помощь оказало местное духовенство во главе с епископом Андреа Риджо.
В XVIII веке епископ Сальваторе Вентимилья первым опубликовал катехизис в Сицилии, которым пользовались до появления катехизиса Папы Пия X.
В начале XIX века епархия Катания утратила часть территории, на которой были основаны епархии Никозии, Пьяцца Армерины, Кальтаджироне и Ачиреале.
4 сентября 1859 года Папа Пий IX статус епархии повысил до архиепархии Катании и подчинил её напрямую Святому Престолу, предоставив архиепископам привилегию паллиума, отмененную Папой Павлом VI в 1978 году.
Во второй половине XIX века епархия состояла из одного прихода, где единственным священником был архиепископ.
2 декабря 2000 года архиепархии Катании была возведена в ранг митрополии, в состав которой также вошли епархии Ачиреале и Кальтаджироне.
Состоялось три епархиальных собора — в 1622, 1668 и 1918 годах. До 1919 года архиепископ оставался единственным приходским священником епархии.

## Ординарии епархии
| - Святой Берилл (42); - Святой Эверий или Север (264—304); - Святой Серапион (304 — 312); - Святой Северин (312); - Доннин (430); - Фортунат (515—516); - Эльпидий I (558—559); - Эльпидий II (580—590); - Лев I (591—604); - Иовин (602); - Магн (VI — VII века); - Иоанн (645); - Константин (VII век); - Георгий (678); - Иулиан (678); - Святой Иаков (740); - Святой Савин (760); - Святой Лев II (765—785); - Феодор (785—787); - Святой Север (802—814); - Евфимий (858—870); - Константин (IX век); - Антоний (880); - Лев III (994); - Умберто (1040); - Анджерио (9.3.1092 — 1124); - Маурицио (1125—1131); - Джованни (1141—1145) — избранный епископ; - Ивено (1145—1155); - Бернардо (1156—1162) — избранный епископ; - Гульельмо ди Блуа (1167) — избранный епископ; - Джованни Айелло (1167—1169); - Роберто (1170—1179) — избранный епископ; - Леоне ди Равенна (1180—1188); - Симоне (1189—1191); - Леоне (1194); - Руджеро Орбус де Око (1195—1207); - Гвальтьеро ли Пальяра (да Палеария) (1207—1227); - Энрико де Палимберга (Бамберга) (1231—1232) — избранный епископ; - Оддоне Каппоччи или Оттоне Капето (1254—1256) — избранный епископ; - Анджело Де Абруско (1257—1272); - Анджело Боккамацца (1273—1279) — избранный епископ; - Джакомо (1282—1283) — избранный епископ; - Уго (1291) — избранный епископ; - Николо Романо (1293) — избранный епископ; - Андреа (1296) — избранный епископ; - Джентиле Орсини (1296—1303); - Леонардо де Флиско (Фиески) (1304—1331); - Анджело Саккано (1331—1332) — избранный епископ; - Никола де Чеккано (1332—1339) — избранный епископ; - Никола де Грелис (1339—1342); - Джеральдо Оддоне (1342—1348); - Пьетро (1349); - Джованни де Луна (1349—1355); - Марциале (1355—1376); - Элия де Водрон (1376—1378); - Симоне дель Поццо (1378—1404); - Элия де Водрон (1378—1388) — антиепископ; - Пьетро де Алагона (1388—1396) — антиепископ; - Пьетро Серра (1396—1405) — антиепископ; - Роберто (1400—1408); - Мауро Кали (1408—1411); - Андреа де Паче (1409—1411) — антиепископ; - Томмазо де Асмари (1412—1415) — антиепископ; - Мауро Кали (1416—1418) — антиепископ; | - Джованни де Подьонучис (1418—1431); - Джованни Пеше (21.11.1431 — 1447); - Джованни де Примис (2.12.1448 — 21.1.1449) — бенедиктинец, избранный епископ; - Ариас де Авалос (14.2.1449 — 1450); - Гульельмо Белломо (2.10.1450 — 1472); - Джулиано делла Ровере (13.1.1473 — 23.5.1474) — назначен архиепископом Авиньона, после избран Папой под именем Юлия II; - Франческо Камполо (1474—1475) — избранный епископ; - Джованни Гатто (18.8.1475 — 8.2.1479) — назначен епископом Чефалу; - Бернардо Маргарит (8.2.1479 — 1486); - Джованни Патерно (1486—1486) — избранный епископ; - Альфонсо Каррильо де Альборнос (8.11.1486 — 27.6.1496) — назначен епископом Авилы; - Франческо Гарсияс (1493—1493); - Джованни Даца (де Аса) (27.6.1496 — 14.2.1498) — назначен епископом Овьедо; - Франческо Де Спратс (дес Прадес) (14.2.1498 — 9.2.1500) — назначен епископом Асторги; - Диего Рамирес де Гусман (1500); - Джакомо (Дидако) Рамирес де Гусман (26.6.1500 — 23.10.1508); - Джованни Колонна (1505—1509) — избранный епископ; - Джакомо Конхильес (25.2.1509 — 1.10.1512) — мерцедарий, назначен епископом Лериды; - Гаспаре Пу (4.4.1513 — 14.10.1520); - Маттеус Шинер (1.11.1520 — 30.9.1522) — апостольский администратор; - Помпео Колонна (27.2.1523 — 18.1.1524) — апостольский администратор; - Марино Караччоло (18.1.1524 — 24.7.1524); - Шпьоне Караччоло (24.7.1524 — 28.10.1529); - Марино Караччоло (29.11.1529 — 9.3.1530) — вторично; - Луиджи (Людовико) Караччоло (9.3.1530 — 1.9.1536); - Марино Караччоло (1.9.1536 — 8.1.1537) — в третий раз; - Никола Мария Караччоло (8.1.1537 — 15.5.1567); - Антонио Фараоне (1568—1573); - Джованни де Ороско Арсез (11.8.1574 — 28.3.1576); - Винченцо Кутелли (1577—1589); - Джованни Коррьонеро (2.3.1589 — 9.7.1592); - Просперо Ребиба (1592—1593); - Джованни Доменико Ребиба (11.12.1595 — 16.2.1604); - Джованни Руис де Виллослада (5.12.1605 — 1607); - Бонавентура Секузио (10.6.1609 — 1618) — францисканец; - Джованни Торрес де Осорио (19.10.1619 — 29.5.1624) — назначен епископом Овьедо; - Инноченцо Массимо (1624—1633); - Оттавио Бранчифорте (1637 — 14.8.1646); - Мартино Де Леон (1648—1650); - Марко Антонио Гуссио (1650—1660); - Камилло Асталли-Памфили (4.7.1661 — 21.12.1663); - Микельанджело Бонадиес (12.5.1665 — 27.8.1686); - Франческо Антонио Карафа (24.11.1687 — 26.8.1692); - Андреа Риджо (20.4.1693 — 15.12.1717); - Филиппо Сидоти (1719—1721); - Хуан Альваро Сиенфуэгос Вилласон (20.1.1721 — 21.2.1725) — иезуит, назначен архиепископом Монреале; - Алессандро Бургос (10.3.1726 — 20.7.1726); - Раймондо Руби (26.11.1727 — 20.1.1729) — картузианец; - Пьтро Галлетти (28.11.1729 — 6.4.1757); - Сальваторе Вентимилья (19.12.1757 — 1771) — ораторианец; - Коррадо Мария Деодато де Монкада (10.5.1773 — 23.10.1813); - Габриэле Мария Гравина (1816 — 17.12.1817) — назначен архиепископом Милитене; - Сальваторе Ферро Берарди (1818—1819); - Доменико Орландо (24.11.1823 — 21.4.1839) — францисканец-конвентуал; - Феличе Регано (11.7.1839 — 29.3.1861); - Sede vacante (1861—1867); - Блаженный Джузеппе Бенедетто Дузмет (22.2.1867 — 4.4.1894); - Джузеппе Франчика-Нава ди Бонтифе (18.3.1895 — 25.7.1928) — назначен апостольским нунцием в Испанию; - Эмилио Феррайс (7.12.1928 — 23.1.1930); - Кармело Патане (7.7.1930 — 3.4.1952); - Гвидо Луиджи Бентивольо (3.4.1952 — 16.7.1974) — цистерцианец; - Доменико Пиккиненна (16.7.1974 — 1.6.1988); - Луиджи Боммарито (1.6.1988 — 7.6.2002); - Сальваторе Гристина (с 7 июня 2002 года — по настоящее время). |  |

## Статистика
На конец 2006 года из 734 218 человек, проживающих на территории епархии, католиками являлись 724 886 человек, что соответствует 98,7 % от общего числа населения епархии.
| год  | население | население | население | священники | священники        | священники         | священники                           | постоянные диаконы | монахи  | монахи  | приходы |
| год  | католики  | всего     | %         | всего      | белое духовенство | черное духовенство | число католиков на одного священника | постоянные диаконы | мужчины | женщины | приходы |
| ---- | --------- | --------- | --------- | ---------- | ----------------- | ------------------ | ------------------------------------ | ------------------ | ------- | ------- | ------- |
| 1949 | 445.000   | 450.000   | 98,9      | 493        | 311               | 182                | 902                                  |                    | 303     | 911     | 83      |
| 1959 | 547.000   | 555.100   | 98,5      | 512        | 300               | 212                | 1.068                                |                    | 433     | 1.311   | 111     |
| 1969 | ?         | 625.379   | ?         | 542        | 309               | 233                | ?                                    |                    | 444     | 1.342   | 123     |
| 1980 | 668.803   | 672.953   | 99,4      | 527        | 275               | 252                | 1.269                                |                    | 335     | 1.172   | 143     |
| 1990 | 700.000   | 725.370   | 96,5      | 481        | 249               | 232                | 1.455                                |                    | 295     | 1.021   | 148     |
| 1999 | 695.000   | 720.198   | 96,5      | 463        | 259               | 204                | 1.501                                | 19                 | 243     | 838     | 152     |
| 2000 | 716.000   | 731.056   | 97,9      | 415        | 264               | 151                | 1.725                                | 20                 | 184     | 573     | 152     |
| 2001 | 716.000   | 731.056   | 97,9      | 418        | 267               | 151                | 1.712                                | 20                 | 184     | 573     | 152     |
| 2002 | 695.000   | 709.682   | 97,9      | 456        | 273               | 183                | 1.524                                | 32                 | 215     | 631     | 152     |
| 2003 | 695.000   | 703.946   | 98,7      | 450        | 274               | 176                | 1.544                                | 34                 | 223     | 658     | 153     |
| 2004 | 724.332   | 733.656   | 98,7      | 425        | 266               | 159                | 1.704                                | 35                 | 202     | 709     | 154     |
| 2006 | 724.886   | 734.218   | 98,7      | 400        | 259               | 141                | 1.812                                | 34                 | 176     | 991     | 155     |